# Eirik Hákonarson

División de Noruega tras la batalla de Svolder según la saga Heimskringla.

Eiríkr Hákonarson también referido como Eric de Noruega o Eric de Hlathir (966-1016), fue jarl de Lade (en el actual Trøndelag), corregente de Noruega de 1000 a 1015 con su hermanastro Sveinn Hákonarson y jarl de Northumbria. Hijo de Håkon Sigurdsson, participó en varias batallas de gran importancia, como las de Hjörungavágr y Svolder, así como en la conquista danesa de Inglaterra.

## Biografía
La razón de su implicación bélica fue su oposición a los reyes noruegos, por lo cual se alió con las fuerzas danesas. Su padre murió en 995, tras la derrota ante Olaf Tryggvason, quien se proclamó rey de Noruega. Heredó el poder de su padre, pero durante algún tiempo tuvo que ejercerlo en el exilio.
En el año 1000, aliándose al rey danés Svend I, derrotó al noruego Olaf Tryggvason en la batalla de Svolder, devolviendo al Trøndelag su autonomía. Casó con la hermana del rey Svend, Gytha.
En 1015, dejó el gobierno a su hermano y participó en la conquista danesa de Inglaterra junto a Canuto el Grande. Tras la victoria vikinga de la batalla de Assandun (1016), obtuvo el título de jarl de Northumbria. Murió hacia 1020.
Trece años más tarde su hijo Håkon Eiriksson también reinó sobre Noruega.
Bandadrápa cita lo siguiente sobre su figura:
Más combates aún
sostuvo este famoso
príncipe, según cuentan.
Erik venció al país.
El blindado guerrero
las costas de Gotland
asoló largo tiempo,
que era muy belicoso.
La saga de Grettir cita que existió una saga nórdica sobre el jarl Eirik, pero la obra no ha sobrevivido hasta nuestros días.

## Herencia
Se casó con Gytha (n. 998?-m. ?), hija de Svend I de Dinamarca. Se conocen dos hijos:
- Håkon Eiriksson.
- Alfrekr Håkonsson, Afrekan (c. 990-1027), padre de Šimon (Sigmundur) el varego.